# Герман фон Альтенбург
Герман фон Альтенбург (нем. Hermann von Altenburg) — вице-ландмейстер Тевтонского ордена в Пруссии в 1237—1238 годах (ландмейстер — Герман фон Балк) . Активно участвовал в этой должности в усмирении уже покорённых прусских племён. Цитата из «Истории Германии: С раннего времени до наших дней» 1848 года:

Герман фон Альтенбург преследовал коренных жителей, уничтожал и сжигал целые деревни, вырезая попутно людей, остававшихся верными язычеству.